# Пескулешть
Пескулешть, Пескулешті (рум. Păsculești) — село у повіті Вилча в Румунії. Входить до складу комуни Ледешть.
Село розташоване на відстані 169 км на захід від Бухареста, 38 км на південний захід від Римніку-Вилчі, 61 км на північ від Крайови.

## Населення
За даними перепису населення 2002 року у селі проживали 179 осіб, усі — румуни. Усі жителі села рідною мовою назвали румунську.